# Suiderstrand
Suiderstrand is een dorp in de Zuid-Afrikaanse provincie West-Kaap. Suiderstrand behoort tot de fusiegemeente Cape Agulhas dat onderdeel van het district Overberg is.